# 895
El 895 (DCCCXCV) fou un any comú començat en dimecres del calendari julià.

## Esdeveniments
- Primes partitures de música polifònica: Musica enchiriadis.[1]
- Segona campanya italiana d'Arnulf de Caríntia.[2]